# 亚当·福格森
亞當·福格森（Adam Ferguson，1723年—1816年）是蘇格蘭的哲學家和歷史學家，是蘇格蘭啟蒙運動中最具影響力的人物之一。他曾任軍牧，後來成為爱丁堡大学的心智哲學（當時稱為pneumatics）與道德哲學教授（1764-85）。1767年他的《文明社會史論》（Essay on the History of Civil Society）出版，引起了廣大的迴響，並被翻譯成歐陸多種語文。
《文明社會史論》運用了古典時代作家以及當代的遊歷記述來分析現代商業社會，並且批評這個社會捨棄了市民社會的美德。本書的主題為：公民、衝突、遊藝、政治參與以及軍事武勇。他強調替他人設身處地思考之能力，並且指出「同胞情感」，就是「人性的一部分」，也就是「我們這個物種的特質」。就像他的朋友亞當史密斯與大衛休姆和其他蘇格蘭文人，佛格森強調自然而然所形成的秩序，也就是完整且有效的成果必定是來自許多人之間非規劃好的行動。
福格森的貢獻主要在於他把在他之前的哲學思想作了一綜合，他並不是特別有原創性的思想家，但他在當時代的影響卻是巨大的，尤其是對德國的思想家，如黑格爾和馬克思。
福格森認為社會的發展是偶然而自發的，並非出於上帝或人的設計。「群眾的每一步，每一動，即使是在所謂的啟蒙時代，都是出於對未來一樣的盲目；而國家的建構跌跌撞撞，固然是出於人們的行動，但並不是按著任何人的設計而執行的。」
福格森認為社會分工能創造更大的利益，是社會必然的發展。但他對社會分工抱持著疑慮的態度，他認為社會分工「扯斷了社會的連繫，把藝術的創造力變成了徒俱形式和規則，使人們遠離了工作的常識，而不再有工作時心智的快樂感受。」